# 8325 Trigo-Rodriguez
8325 Trigo-Rodriguez eller 1981 EM26 är en asteroid i huvudbältet som upptäcktes den 2 mars 1981 av den amerikanska astronomen Schelte J. Bus vid Siding Spring-observatoriet. Den är uppkallad efter Josep Maria Trigo-Rodriguez.
Asteroiden har en diameter på ungefär 11 kilometer.